# Jan Siebelink
Jan Geurt Siebelink (Velp, 13 februari 1938) is een Nederlands schrijver en essayist.

## Levensloop
Siebelink groeide op in een streng-godsdienstig christelijk gezin. Hij werd leraar Nederlands en Frans en studeerde in zijn vrije tijd Franse taal- en letterkunde. Naast zijn leraarsbaan begon hij te schrijven en bracht hij een aantal romans en verhalen voort. Zijn belangrijkste romans zijn De herfst zal schitterend zijn, En joeg de vossen door het staande koren, De overkant van de rivier, Vera, Margaretha en de bestseller Knielen op een bed violen. In het laatstgenoemde boek vertelt Siebelink over de godsdienstige kring waar zijn vader toe behoorde en hoe hij daar zelf bij betrokken werd. Van Knielen op een bed violen waren in 2009 meer dan 700.000 exemplaren verkocht. In september 2009 kwam de vijftigste druk uit.
Siebelink schreef het Boekenweekgeschenk van 2019, de novelle Jas van belofte over 'de liefde die vriendschap heet'. 
Naast zijn literaire werk schreef Siebelink essays over decadente Franse literatuur.
Jan Siebelink is de vader van schrijvers Jeroen en Janneke Siebelink.

## Onderscheidingen
- 1991: F. Bordewijk-prijs voor De overkant van de rivier
- 1997: Littéraire Witte Prijs
- 2005: AKO Literatuurprijs voor Knielen op een bed violen
- 2009 (25 sept.): Ridder in de Orde van de Nederlandse Leeuw[1]

## Bestseller 60
| Boeken met noteringen in de Nederlandse Bestseller 60 | Jaar van verschijnen | Datum van binnenkomst | Hoogste positie | Aantal weken | Opmerkingen     |
| ----------------------------------------------------- | -------------------- | --------------------- | --------------- | ------------ | --------------- |
| Knielen op een bed violen                             | 2005                 | 05-02-2005            | 1(6wk)          | 137          |                 |
| Knielen op een bed violen                             | 2005                 | 24-12-2005            | 46              | 1            | Gebonden        |
| Vera                                                  | 2006                 | 25-02-2006            | 15              | 15           |                 |
| Laatste schooldag                                     | 2006                 | 20-05-2006            | 31              | 12           |                 |
| De herfst zal schitterend zijn                        | 2006                 | 24-06-2006            | 14              | 20           |                 |
| Engelen van het duister                               | 2006                 | 21-10-2006            | 17              | 20           |                 |
| Mijn leven met Tikker                                 | 2007                 | 03-03-2007            | 37              | 4            |                 |
| Knielen op een bed violen                             | 2007                 | 24-03-2007            | 52              | 2            | Gebonden editie |
| Verdwaald gezin                                       | 2007                 | 22-09-2007            | 38              | 8            |                 |
| De overkant van de rivier                             | 2008                 | 23-02-2008            | 46              | 3            |                 |
| En joeg de vossen door het staande koren              | 2008                 | 22-03-2008            | 58              | 1            |                 |
| Suezkade                                              | 2008                 | 04-10-2008            | 1(1wk)          | 21           |                 |
| Suezkade                                              | 2008                 | 04-10-2008            | 26              | 3            | Gebonden        |
| Het lichaam van Clara                                 | 2010                 | 25-09-2010            | 4               | 10           |                 |
| Oscar                                                 | 2012                 | 04-02-2012            | 8               | 7            |                 |
| Daniël in de vallei                                   | 2013                 | 09-03-2013            | 53              | 3            |                 |
| De blauwe nacht                                       | 2014                 | 26-04-2014            | 10              | 8            |                 |
| Margje                                                | 2015                 | 04-11-2015            | 3               | 22           |                 |
| De buurjongen                                         | 2017                 | 13-09-2017            | 2               | 10           |                 |
| Maar waar zijn die duiven dan                         | 2020                 | 20-05-2020            | 48              | 1            |                 |
| Brengschuld                                           | 2022                 | 28-09-2022            | 52              | 1            |                 |
| Rouwjournaal                                          | 2025                 | 28-05-2025            | 52              | 2            |                 |

## Lijstduwer
Voor de Europese Parlementsverkiezingen van mei 2014 en de Tweede Kamerverkiezingen 2017 stond Siebelink op de kandidatenlijst van de Partij voor de Dieren.